# Iha Fuyū

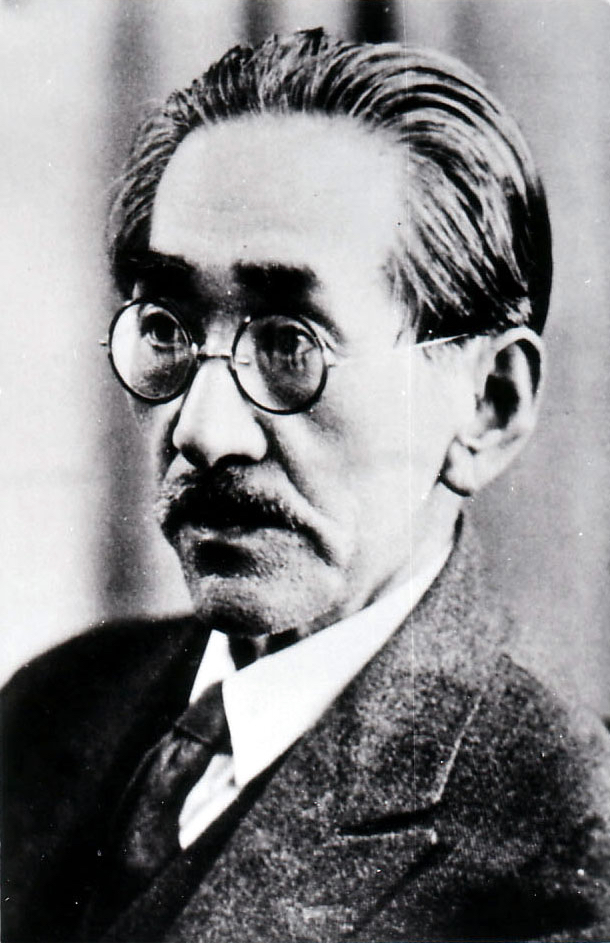
Iha Fuyū, ca. 1936

Iha Fuyū  (japanisch 伊波 普猷; geboren 15. März 1876 in Naha (Präfektur Okinawa); gestorben 13. August 1947 in der Präfektur Tokio) war ein japanischer Linguist und Volkskundler, „Vater der Okinawa-Wissenschaft“.

## Leben und Wirken

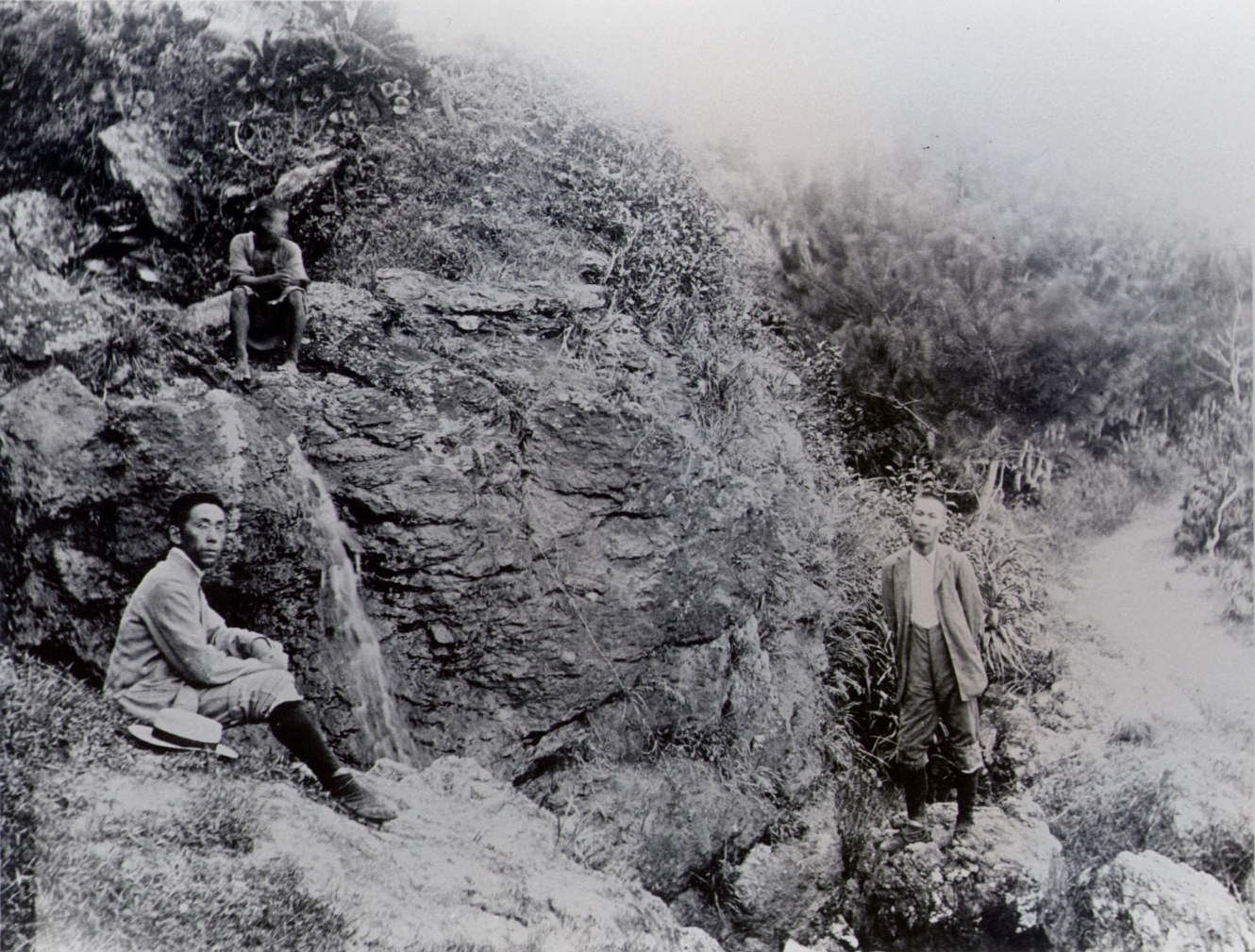
Iha (li) und Torii Ryūzō (re)

Iha Fuyū verbrachte seine Kindheit als ältester Sohn einer reichen Familie. Als er in der fünften Klasse der Junior High School war, schloss er sich der Kampagne für einen Rücktritt des Schuldirektors an und brach die Schulausbildung ab. Während seiner Schulzeit wurde er stark von seinem Lehrer und Okinawa-Forscher Tajima Risaburō (田島 利三郎; 1869–1932) beeinflusst und strebte danach, „Omoro Sōshi“ (おもろさうし), eine okinawesische Gedichtsammlung aus dem 16. Jahrhundert, zu studieren. 
1896 ging Iha nach Tokio und machte 1906 seinen Abschluss an der Universität Tokio im Fach Sprachwissenschaften. Er kehrte mit dem Ziel nach Hause zurück, seine Heimat zu studieren, begann jedoch mit Aufklärungsaktivitäten als Reaktion auf die sozialen Bedürfnisse von Okinawa zu dieser Zeit. Er beteiligte sich an der Einrichtung der Bibliothek der Präfektur Okinawa, und während seiner Tätigkeit als beauftragter Direktor hielt er Vorträge über das Christentum, Phonetik-Vorträge zur Dialektkorrektur, setzte sich für Leseklubs und Kindervereinigungen ein, engagierte sich in Theatervereinen, hielt an Frauen gerichtete Vorträge, hielt Vorträge zu Esperanto, zur Landeshygiene und zu weiteren aufklärerischen Themen.
1921 traf Iha den Volkskundler  Yanagita Kunio und beschloss, zu seinen eigentlichen Studien zurückzukehren und sich vor allem dem   „Omoro Sōshi“ zu widmen. Er ging daher 1925 wieder nach Tokio und setzte dort seine Forschungstätigkeit fort. So erlebte er in Tokio das Ende des Pazifikkrieges. 
Ihas Forschungsaktivitäten umfassten ein breites Spektrum von Gebieten wie Sprache, Folklore, Geschichte und Literatur, zu denen er zahlreiche Bücher veröffentlichte. Die Vorgehensweise, zu versuchen, die Merkmale der lokalen Gemeinschaften von Okinawa durch die Integration der Studien verschiedener Bereiche zu klären, ist als „Okinawa-Wissenschaft“ (沖縄学) bekannt geworden.
Zu seinen Schriften gehören:
- „Ko-Ryūkyū“ (古琉球) – „Das alte Ryūkyū“,
- „Omoro Sōshi senyaku“ (おもろさうし選釈) – „Omoro Sōshi, ausgewählte Übersetzungen“,
- „Kōtei Omoro Sōshi“ (校訂おもろさうし) – „Omoro Sōshi, revidiert“,
- „Onari kōnoshima“ (をなり神の島) – „Die Inseln Gottes“,
- „Okinawa kangae“ (沖縄考) – „Denken an Okinawa“,
- „Okinawa rekishi monogatari“ (沖縄歴史物語) – „Die Geschichte Okinawas als alte Erzählung“.

Außerdem erschienen die „Gesammelten Werke Iha Fuyū“ (伊波普猷全集) von 1974 bis 1976 in 11 Bänden, herausgegeben von dem Sprachforscher Hattori Shirō und anderen.